# Team Astana w sezonie 2009
Team Astana w sezonie 2009 – podsumowanie występów zawodowej grupy kolarskiej Team Astana w sezonie 2009, w którym należała ona do dywizji UCI ProTeams.

## Skład

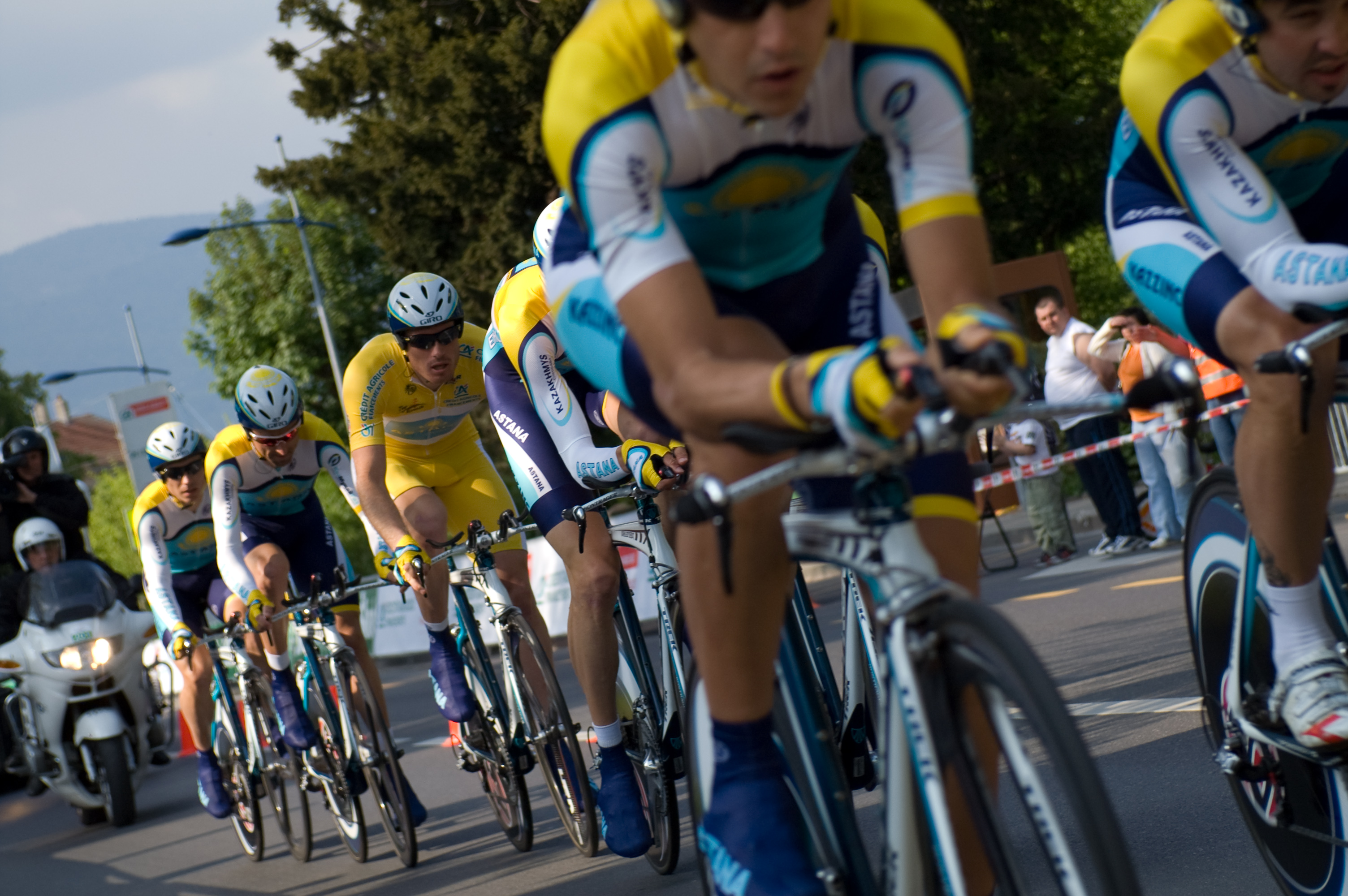
Ekipa Astany podczas Tour de Romandie 2009

- Lance Armstrong  Stany Zjednoczone
- Asan Bazajew  Kazachstan
- Janez Brajkovič  Słowenia
- Alberto Contador  Hiszpania
- Walerij Dmitrijew  Kazachstan
- Aleksandr Djaczenko  Kazachstan
- Jesús Hernández  Hiszpania
- Chris Horner  Stany Zjednoczone
- Maksim Iglinski  Kazachstan
- Roman Kirejev  Kazachstan
- Andreas Klöden  Niemcy
- Berik Kupeszow  Kazachstan
- Levi Leipheimer  Stany Zjednoczone
- Steve Morabito  Szwajcaria
- Dmitrij Murawjow  Kazachstan
- Daniel Navarro  Hiszpania
- Benjamín Noval  Hiszpania
- Sérgio Paulinho  Portugalia
- Jarosław Popowycz  Ukraina
- Grégory Rast  Szwajcaria
- Sergey Renev  Kazachstan
- José Luis Rubiera  Hiszpania
- Michael Schär  Szwajcaria
- Tomas Vaitkus  Litwa
- Andriej Ziejc  Kazachstan
- Haimar Zubeldia  Hiszpania